# Нормал (Иллинойс)
Но́рмал (англ. Normal) — город на севере США, в округе Мак-Лейн, штат Иллинойс. Расположен по соседству с городом Блумингтон, вместе их называют «городами-побратимами», «Блумингтон-Нормалом», «БиНорм» и др.
Изначально поселение было известно как Северный Блумингтон, нынешнее название «Нормал» присвоено в феврале 1865 года, а в 1867 году город зарегистрирован официально. Происхождение названия связывают с нормальной школой Педагогического университета штата Иллинойс, расположенной здесь. Тогда же школа была преобразована в университет, получив название Университет штата Иллинойс.
Значительная часть жителей Нормала являются сотрудниками университета, а также групп компаний State Farm Insurance и Country Financial, школьного округа № 5 и североамериканского подразделения Mitsubishi Motors, где была организована сборка таких моделей как Eclipse, Endeavor, Galant и др.
По переписи населения 2010 года в городе проживали 52 497 человек.

## География
Нормал расположен на высоте 265 м (869 футов) над уровнем моря (40°30′44″ с. ш. 88°59′19″ з. д.).
По данным бюро переписи населения США, город имеет общую площадь 35,4 км² (13,7 миль²), из которых 0,26 км² (0,44 %) территории — водная поверхность.

## Демография
По данным переписи населения 2000 года, общая численность населения составляла 45 386 человек. Зарегистрировано 15 157 домовладений и 8148 семей. По данным переписи 2010 года население выросло до 52 497 человек.
Распределение населения по расовому признаку:
- белые — 87,57 %
- афроамериканцы — 7,71 %
- коренные американцы — 0,15 %
- азиаты — 2,21 %
- латиноамериканцы — 2,56 % и др.

Насчитывалось 8148 семей, проживающих в городе, из них 27,3 % имели детей в возрасте до 18 лет, которые жили вместе с родителями, 42,4 % — супружеские пары, живущие вместе, 9,3 % семей — женщины без мужей, а 46,0 % не имели семьи. 6,2 % всех домовладений состоят из одиноких людей в возрасте 65 лет и старше. Средний размер домовладения 2,43 человек, а средний размер семьи — 2,96.
Распределение населения по возрасту:
- до 18 лет — 17,5 %
- от 18 до 24 лет — 38,1 %
- от 25 до 44 лет — 23,1 %
- от 45 до 64 лет — 13,7 %
- от 65 лет — 7,6 %

Средний возраст составил 23 года. На каждые 100 женщин приходилось 88,6 мужчин. На каждые 100 женщин возрастом 18 лет и старше — 85,5 мужчин.
Годовой доход на домовладение составил в среднем $ 40 379, на семью — $ 60 644. Доход на душу населения — $ 17 775. Средний доход мужчин — $ 41 323, женщин — $ 27 486.

## История

### Вторая половина XIX века
В 1854 году на пересечении железных дорог Illinois Central и путей из Чикаго и Алтона образовалось поселение, называвшееся Северный Блумингтон из-за соседства с Блумингтоном, Иллинойс. В то время здесь было всего четыре улицы и несколько домов. Этот участок земли принадлежал Джозефу Паркинсону.

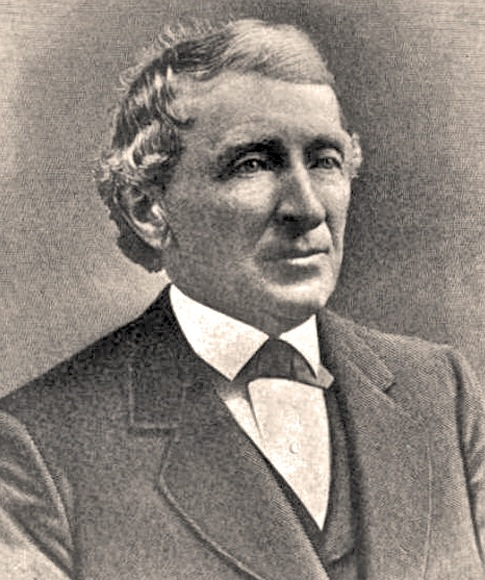
Джесси Фелл (1808–1887) — один из основателей Нормала

Впервые новые строения для образовавшегося города были выполнены Джесси Феллом в 1857 году и разместились к северо-востоку от первоначального месторасположения поселения. Хотя Джесси Фелла и называют отцом-основателем Нормала, он всё же не был вовлечён в первоначальную планировку города, однако при его развитии стал центральной фигурой. Феллу приписывают многие мероприятия, проведённые в новом городе: обильная посадка деревьев и сохранение существующей растительности, а также создание пунктов за контролем и ограничением продажи алкоголя.

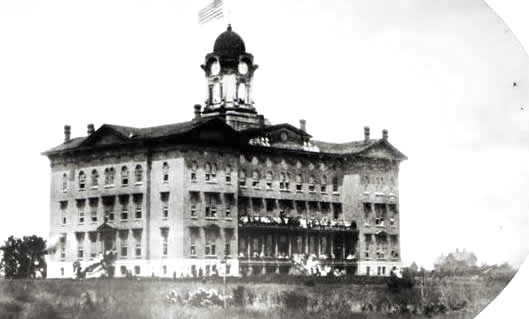
Прежний главный корпус университета штата Иллинойс, тогда ещё нормальная школа (1860)

В 1857 году губернатор Уильям Бисселл подписал законопроект о создании нормальной школы. Термин «нормальная» тогда был общим для всех школ педагогических колледжей. Законопроект предусматривал, что постоянное место школы будет выбрано исходя из благоприятности предложенных вариантов. Джесси Фелл организовал кампанию за создание школы в Блумингтоне и получил финансовую поддержку на сумму $ 141 тыс., обогнав на $ 61 тыс. ближайшего соперника Пеорию. Авраам Линкольн практиковавшийся тогда в этих местах, выступая в качестве адвоката, заверил, что граждане Блумингтона смогу выполнить свои финансовые обязательства. Первые классы начали учёбу в Блумингтоне, в то время как к северу от него строился кампус. К 1861 году все запланированные здания были построены и первое общественное учебное заведение высшего образования получило свой постоянный кампус.
В 1860 году население Нормала составляло 847 человек.
Имя «Нормал» присвоено городу в 1865 году, а два года спустя, в 1867 году он был официально зарегистрирован. Под уставом штата Иллинойс правительство города, состоящее из пяти попечителей ввели полный запрет на продажу «опьяняющих напитков», действовавший до 1970-х годов.
В то же время был принят ещё один законопроект, призванный организовать дом для детей-сирот Гражданской войны. Джесси Фелл активно призывал всех внести свой вклад в благое дело. В 1867 году найдено место для сиротского дома, а в 1869 году прошла церемония его посвящения, которая стала крупнейшим праздничным мероприятием в истории молодого города.
В 1880-х годах в Нормале процветал бизнес по продаже и перевозке ягод и овощей. Интенсивно развивались разведение и торговля лошадьми, первый питомник был заложен ещё в 1850-х годах. В 1887 году вышла первая газета города «Адвокат Нормала». Появилась и сфера банковских услуг.
4 августа 1890 года загорелся продуктовый магазин по улице Биуфорт, пожар был такой силы, что разрушил несколько предприятий города. После этого большая часть центра Нормала перестраивалась в двухэтажные кирпичные здания, которые используются и по сей день. Последние годы XIX века принесли городу электрическое освещение, отдел пожарных-добровольцев и первую больницу.
После испано-американской войны, в 1899 году в устав дома сирот была внесена поправка, разрешающая приютить сирот этой войны.

### 1900—1940 года

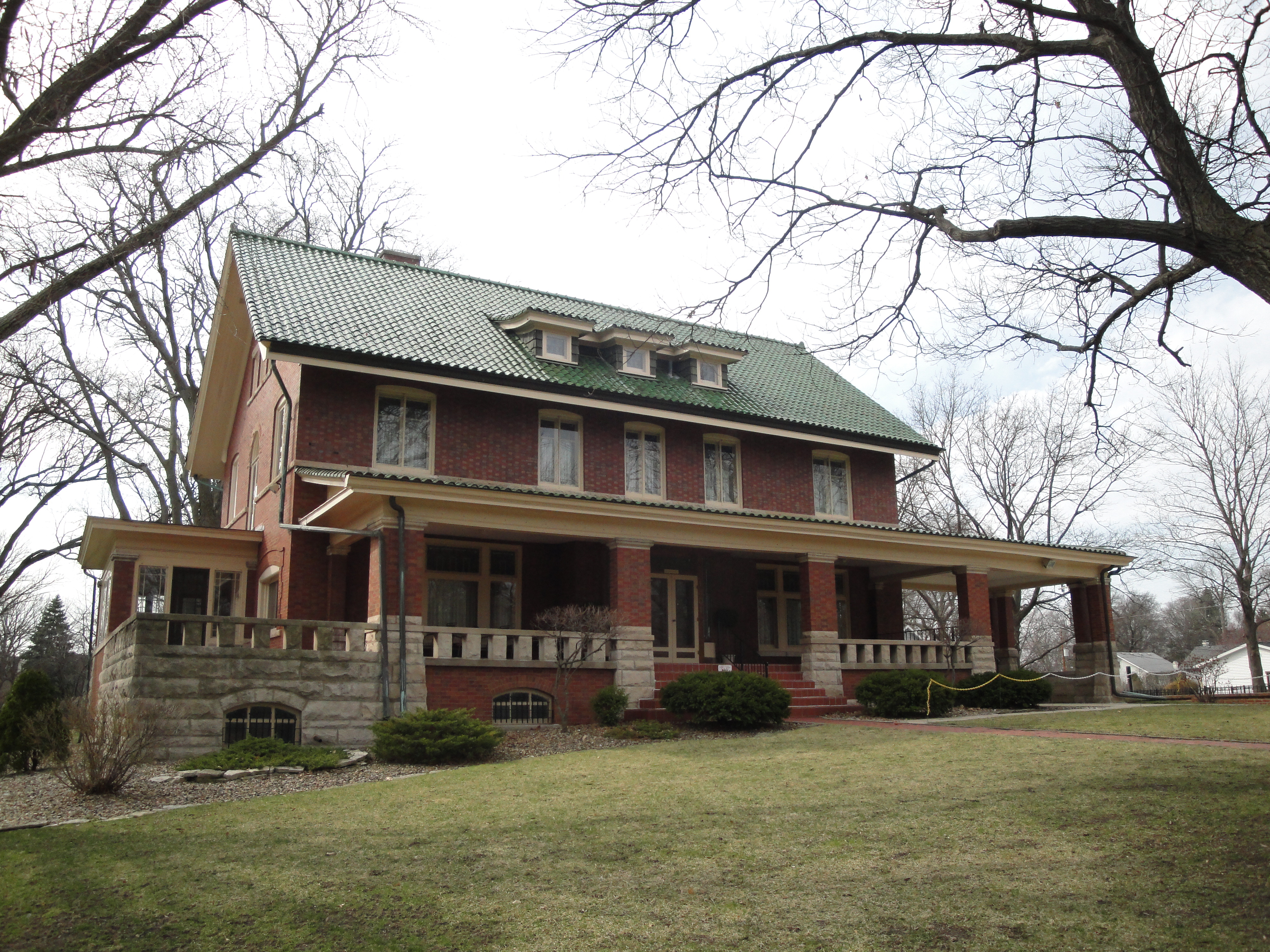
22-комнатный особняк Броадвью — трёхэтажное поместье построенное в 1906 году с использованием популярного в период правления короля Эдуарда VII архитектурного стиля

Под руководством мэра О. Л. Манчестера в начале 1900-х годов были сокращены долги города, осуществлены проекты прокладки канализационных сетей, усовершенствованы гидротехнические сооружения и построены дороги.
В 1905 году госпожа Нэнси Мейсон, одна из первых женщин-методистов Нормала, пожертвовала свой дом на создание приюта для бездомных детей. Он был создан при поддержке Общества Диконесс и методистской церкви. Чуткое отношение к детям-сиротам и бездомным, прославили жителей Нормала, готовых оказать помощь и поддержку, попавшим в беду.
Рост автомобильного производства в 1920-х годах не обошёл и Нормал, благодаря чему здесь появились освещённые широкие улицы и проспекты с современным дорожным покрытием, а новые проекты жилых домов уже включали гараж. В 1925 году автобусы заменили имеющиеся трамвайные пути. С увеличением численности населения встала необходимость в модернизации водопроводной системы и открытии новых общественных школ. Сиротский дом был приспособлен для любого ребёнка, находящегося под опекой штата.
Великая депрессия привела к созданию коопераций и объединению предприятий города, был создан Общественный совет Нормала, на который возлагалось формирование программ развития садоводства и консервирования, а также строительство читального зала, который затем стал общественной библиотекой.
В 1934 году Гас и Эдит Белт пристроили к своей автозаправочной станции Shell столовую, в которой начали продавать гамбургеры и коктейли. По идее Гуса посетитель сам мог выбрать какой кусок говядины будет в бургере. Этот ресторан получил название «Steakburgers», сегодня это уже сеть ресторанов быстрого питания, известная под именем «Steak ‘n Shake».
Несмотря на трудности в экономике страны Педагогическому университету штата Иллинойс удалось добиться рекордного числа студентов: 1850 в 1935 году, а также в развитии кампуса и строительстве новых зданий. В 1937 году открылся первый городской театр с воздушным кондиционированием и возможностью демонстрировать звуковые фильмы.

### 1940—1990 года

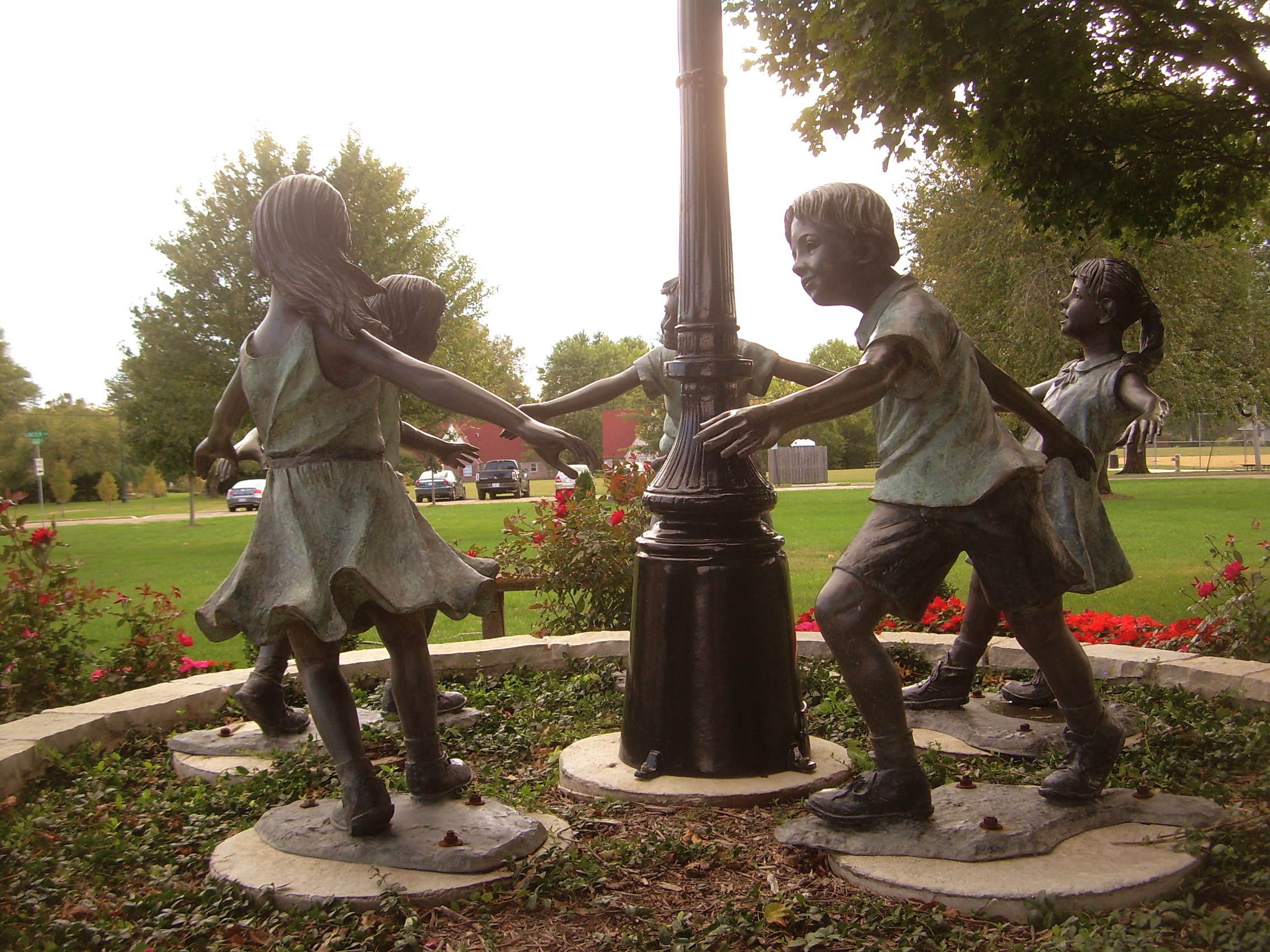
Монумент, изображающий играющих детей, расположен у ныне заброшенного детского дома (2010)

Во времена Второй мировой войны Нормал помогал спонсировать работу Красного Креста. В 1950 году населению города не хватило лишь 225 человек для достижения численности в 10 тыс. Два десятилетия после войны привели к огромному росту университета. В западной части Нормала образован новый кампус, а также построен комплекс высотных студенческих общежитий. К 1964 году учебное заведение официально получило своё нынешнее название — Университет штата Иллинойс, а к 1973 году он уже не специализировался исключительно лишь на подготовке учителей и педагогов. С 1960 по 1970 года численность населения Нормала выросла почти в два раза, на 97,6 %.
В 1970 году была предпринята попытка к объединению городов, дебаты продолжались больше года, однако безуспешно. В 1979 году закрылся сиротский дом. К 1983 году население города выросло до 37 тыс.
В 1988 году в Нормале построен завод Diamond-Star Motors, который теперь называется Mitsubishi Motors North America. Расположен в промышленной зоне на северо-западе города. Здесь производятся несколько моделей автомобилей Mitsubishi.

### Современный период
Весной 1999 года городской совет приступил к широкомасштабной оценке развития города и планированию процессов модернизации центрального делового района. К работам в этой области относится капитальный ремонт фасадов зданий и улиц, коммунальной системы, строительство нового кольца для движения автотранспорта, возведение нескольких новых зданий, среди которых Детский музей открытий, Marriott Hotel и конференц-центр. В 2006 году центр города — Даунтаун Нормал (англ. Downtown Normal) официально сменил название на Аптаун Нормал (англ. Uptown Normal).

## Культура и отдых

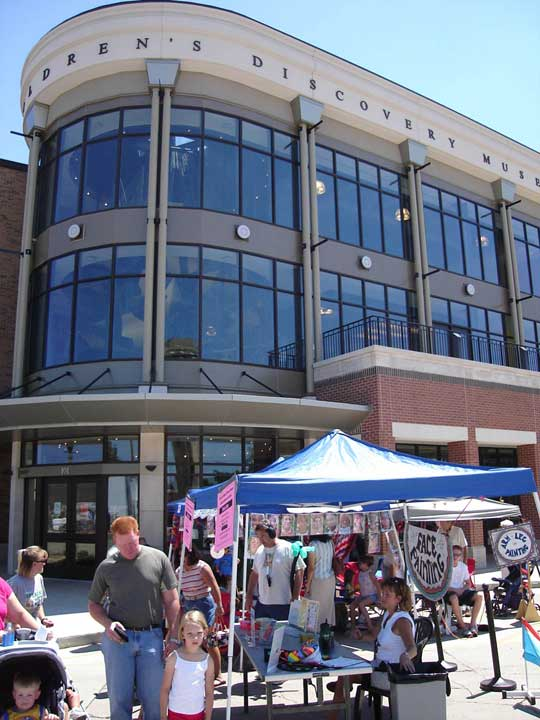
Детский музей открытий

Нормал располагает обширными зелёными зонами, полями для гольфа и парками, которых насчитывается в общей сложности 18. Город уделяет большое внимание искусству, развитию творчества, а также досугу детей и молодёжи. Некоторые парки включают в себя бассейны, зоны для катания на коньках и скейтбордах.
В 2005 году издание Golf Digest присвоило Блумингтон-Нормалу титул «Пятый лучший американский город для гольфа» в рейтинге «Лучшие в Америке». Оценка проводилась по таким критериям, как доступность гольфа, погода, стоимость игры и качество полей.
Некоторые местные достопримечательности:
- Детский музей открытий. На трёх этажах музея разместились всевозможные экспонаты, а также двухэтажная сетка, по которой дети могут забраться на третий этаж и сельскохозяйственная ферма в миниатюре, площадью 190 м²[11].
- Планетарий университета штата Иллинойс. Осуществляет учебные программы по астрономии для детей дошкольного возраста и учеников средней школы. Планетарий находится в Доме науки им. Фелмли на кампусе университета[12].
- Учебный центр Челенджер. Занимается дополнительной подготовкой студентов в области математики и техники, а также содействует в развитии карьеры в этих областях[13].
- Ропп Джерси Чиз. Небольшое предприятие на севере Нормала, управляемое одной семьей фермеров в шестом поколении. Объект производит молочные продукты, включая сладкие сырки, сыр Чеддер и другие[14]. Располагается на площади в 56 м², где также находится розничный магазин[15].
- Поля для гольфа Айронвуд. Длина поля — 6,36 км, количество лунок — 18, включает в себя 4 водных преграды. Располагает также банкетным залом, специализированным магазином и электромобилями. Проводятся групповые занятия с испытаниями для игроков любого уровня[16].
- Брайден-Холл. Расположен на кампусе университета и служит центром студенческой жизни, являясь важной частью для всего сообщества Блумингтон-Нормал. Количество мест в зале — 3457. Здесь проходят представления бродвейских мюзиклов, выступления популярных исполнителей со всей страны, гастроли комиков и известных людей[17].

## Транспорт
Через Нормал проходят три межштатных автомагистрали. По северной и северо-западной окраине проходит автомагистраль I-55, на западе — I-74, а для автомагистрали I-39 Нормал является конечным пунктом.
Примерно в 10-и километрах на юго-восток от делового района города, на шоссе № 9 расположен Региональный аэропорт Центрального Иллинойса. Он обслуживает четыре авиакомпании и пять агентств по прокату автомобилей, здесь осуществляются ежедневные прямые рейсы в Атланту, Чикаго, Даллас/Форт-Уэрт, Детройт и Миннеаполис. В 2010 году аэропорт обслужил рекордной число пассажиров — 559481 человек.
В городе работает и железнодорожная станция «Блумингтон-Нормал», управляемая корпорацией Amtrak. Ежедневно через неё проходят пять поездов курсирующих между Сент-Луисом и Чикаго. Станция имеет автобусное сообщение с Пеорией и с железнодорожными станциями в Гейлсберге и в Урбана-Шампейн. Это второй по загруженности железнодорожный вокзал в штате Иллинойс после Чикаго. В 2010 году его пассажирами стали более 209 тыс. человек. Время в пути от конечных пунктов до Блумингтон-Нормала занимает 2,5 часа.

## Экономика
Значительную часть жителей Блумингтона составляют сотрудники группы компаний State Farm Insurance, Университета штата Иллинойс, компании Country Financial, школьного объединения № 5 и завода Mitsubishi Motors.
Так же с 2020 года в этом городе работает завод фирмы " Rivian " , производящий рамные внедорожники на электротяге. 

## Образование

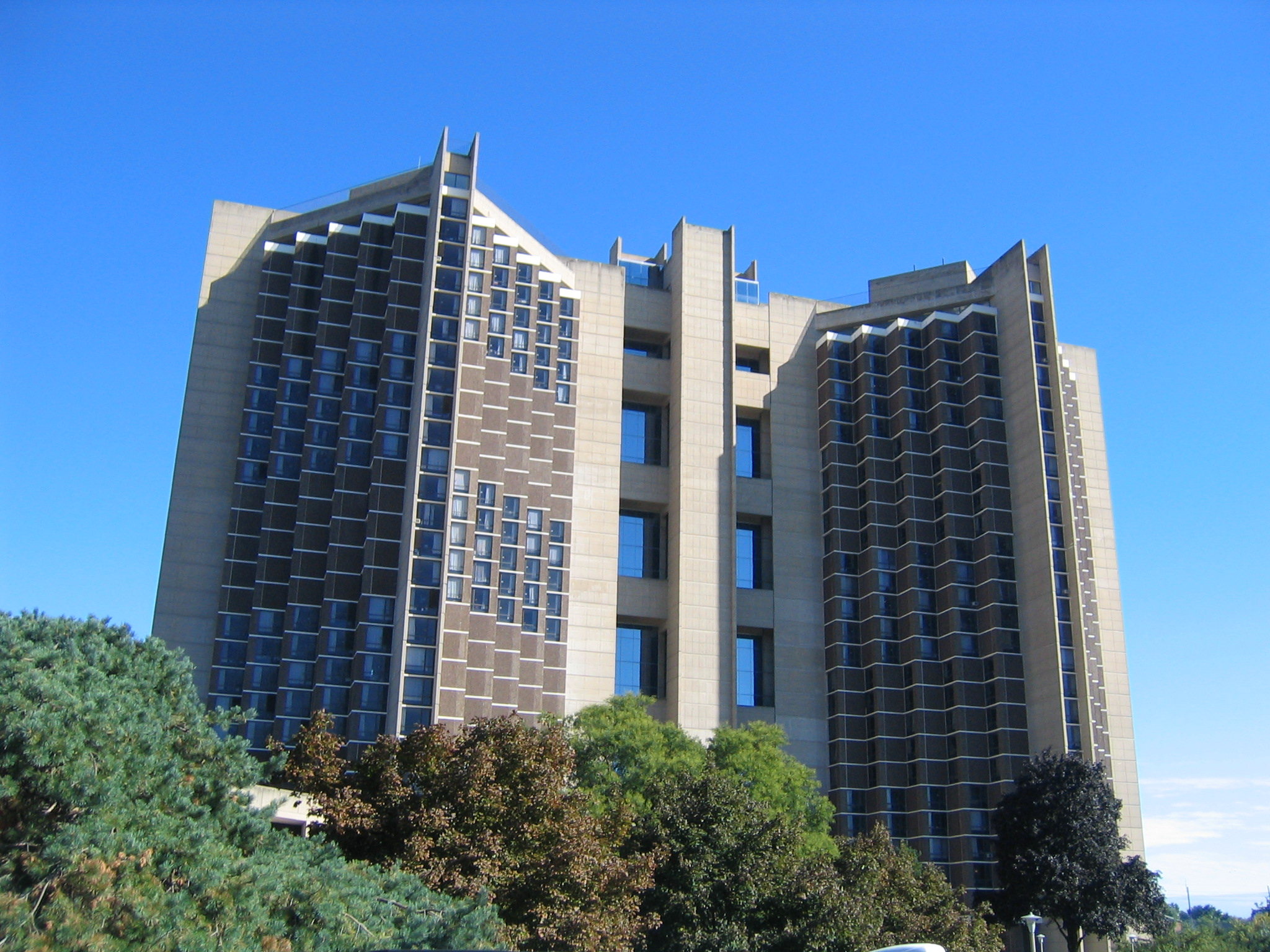
Уоттерсон-Тауэрс — 28-этажное студенческое общежитие университета штата Иллинойс, одно из самых высоких общежитий в мире. Комплекс построен в 1967 году, высота здания 91 м, рассчитано на размещение 2200 студентов

Школы Нормала подчиняются Школьному округу № 5 округа Маклейн. Кроме шести средних и 15-и начальных школ, здесь расположены:
- Университет штата Иллинойс. Основан в 1857 году и является первым общественным университетом в штате, а также одним из старейших высших учебных заведений Среднего Запада США[23]. Предлагает 160 образовательных программ бакалавра, 38 — магистра, две профессиональные и семь докторских программ. Кампус площадью 1,4 км² включает более 60 крупных зданий, одни из которых Уоттерсон-Тауэрс — самое высокое здание-общежитие в мире[21]. Проводя ежегодно целый комплекс культурных и спортивных мероприятий университет занимает важную часть в повседневной жизни всего сообщества Блумингтон-Нормала.
- Колледж Хартленд. В учебном заведении учатся более 5 тыс. студентов по 40 инновационным и технологически продвинутым программам. На территории кампуса расположена библиотека, площади для собраний, пруд и прочие места. За последние годы колледж завершил строительство нового корпоративного центра и создал спортивные программы по бейсболу, софтболу и футболу[24].
- Колледж Линкольна. Небольшой частный колледж, в котором учатся около 500 студентов по программам в области управления бизнесом, гуманитарных наук, правосудия, туризма, спорта и гостиничного менеджмента[25].

В соседнем Блумингтоне расположен Уэслианский университет Иллинойса.

## Города-побратимы
У Нормала 1 официальный город-побратим:
- Блумингтон, Иллинойс, США[26]

## Известные жители и уроженцы
- Маклейн Стивенсон — американский актёр, известный по телесериалу «МЭШ».
- Авадагин Прат — американский пианист.
- Огонна Ннамани — американская волейболистка, олимпийский чемпион.
- Ральф Юджин Митьярд — американский фотохудожник.
- Райан Мартини — американский музыкант, гитарист.
- Ричард Хови — американский поэт.
- Роберт Эллвуд — американский религиовед и писатель.